# Auritadiplosis rhombeus
Auritadiplosis rhombeus är en tvåvingeart som beskrevs av Fedotova och Vasily S. Sidorenko 2004. Auritadiplosis rhombeus ingår i släktet Auritadiplosis och familjen gallmyggor. Inga underarter finns listade i Catalogue of Life.